# Morning Musume Zen Single Coupling Collection
Albums de Morning Musume
Platinum 9 Disc
(2009) 10 My Me
(2010)
Morning Musume Zen Single Coupling Collection (モーニング娘。全シングル カップリングコレクション) est un album compilation des faces B de singles du groupe Morning Musume.

## Présentation
La compilation sort le 7 octobre 2009 au Japon sur le label zetima. Elle contient sur trois CD et dans l'ordre chronologique les "faces B" (appelées au Japon coupling tracks, ou c/w pour coupling with) des 40 premiers singles du groupe sortis jusqu'alors, écrites, composées et produites par Tsunku à l'exception de trois titres dont deux reprises (Ai no Tane, Sayonara no Kawari ni et Romance).
La compilation atteint la 17e place du classement des ventes de l'Oricon, et reste classée pendant quatre semaines, pour un total de 11 464 exemplaires vendus durant cette période. Elle sort également dans une édition limitée avec une pochette différente et un livret en supplément. Les 25 membres ayant fait partie du groupe jusqu'alors et ayant donc participé aux singles présents figurent sur les photos de couverture.
Le 4e single Memory Seishun no Hikari contient exceptionnellement trois titres et donc deux "faces B", tandis que le 40e single Nanchatte Renai est sorti en deux éditions contenant chacune une "face B" différente, d'où un total de 42 titres de "faces B" pour 40 singles. Le titre Never Forget figure donc en deux versions différentes : l'originale de 1999 et la reprise "version rock" de 2003.
Une deuxième compilation similaire sortira quatre ans et demi plus tard, Morning Musume '14 Coupling Collection 2, contenant les "faces B" de la quinzaine de singles qui paraitront entre-temps.

## Interprètes
- 1re génération : Yuko Nakazawa (#1-12), Aya Ishiguro (#1-8), Kaori Iida (#1-14 / #1-12), Natsumi Abe (#1-14 / #1-8), Asuka Fukuda (#1-5)
- 2e génération : Kei Yasuda (CD1 : #2-14 / CD2 : #1-5), Mari Yaguchi (CD1 : #2-14 / CD2 : #1-13), Sayaka Ichii (CD1 : #2-10)
- 3e génération : Maki Goto (CD1 : #8-14 / CD2 : #1-2)
- 4e génération : Rika Ishikawa (CD1 : #10-14 / CD2 : #1-13), Hitomi Yoshizawa (#10-14 / #1-14 / #1-6), Nozomi Tsuji et Ai Kago (#10-14 / #1-10)
- 5e génération : Ai Takahashi et Risa Niigaki (CD1 : #14 / CD2 : #1-14 / CD3 : #1-14), Asami Konno et Makoto Ogawa (#14 / #1-14 / #1-3)
- 6e génération : Miki Fujimoto (CD2 : #6-14 / CD3 : #1-6), Eri Kamei et Sayumi Michishige et Reina Tanaka (CD2 : #6-14 / CD3 : #1-14)
- 8e génération : Aika Mitsui (CD3 : #5-14), Jun Jun et Lin Lin (CD3 : #7-14)

(Formation à la sortie de l'album : Takahashi, Niigaki, Kamei, Michishige, Tanaka, Kusumi,  Mitsui, Jun Jun, Lin Lin)

## Liste des pistes
Toutes les chansons sont écrites et composées par Tsunku, sauf titre n°1 du CD1 et titres n°5 et 10 du CD3.
| 1.  | Ai no Tane (愛の種)                               | du 1er single Morning Coffee                     | 4:15 |
| 2.  | A Memory of Summer '98 (A MEMORY OF SUMMER '98)   | du 2e single Summer Night Town                   | 3:59 |
| 3.  | Tatoeba (例えば)                                  | du 3e single Daite Hold On Me!                   | 4:05 |
| 4.  | Happy Night                                       | du 4e single Memory Seishun no Hikari (2e titre) | 5:14 |
| 5.  | Never Forget                                      | du 4e single Memory Seishun no Hikari (3e titre) | 4:36 |
| 6.  | Koi no Shihatsu Ressha (恋の始発列車)             | du 5e single Manatsu no Kōsen                    | 4:21 |
| 7.  | Wasureranai (忘れらんない)                        | du 6e single Furusato                            | 4:48 |
| 8.  | 21seiki (21世紀)                                  | du 7e single Love Machine                        | 4:50 |
| 9.  | Koi wa Rock n' Roll (恋はロケンロー)              | du 8e single Koi no Dance Site                   | 5:08 |
| 10. | Tsūgaku Ressha (通学列車)                         | du 9e single Happy Summer Wedding                | 4:31 |
| 11. | Akogare My Boy (あこがれMy Boy)                   | du 10e single I Wish                             | 5:29 |
| 12. | Inspiration! (インスピレーション!)                | du 11e single Renai Revolution 21                | 4:18 |
| 13. | Dekkai Uchū ni Ai ga Aru (でっかい宇宙に愛がある) | du 12e single The Peace!                         | 5:58 |
| 14. | Popcorn Love! (ポップコーンラブ！)                | du 13e single Mr. Moonlight ~Ai no Big Band~     | 4:44 |

| 1.  | Morning Coffee (2002 version) (モーニングコーヒー...)                 | du 14e single Sōda! We're Alive           | 4:32 |
| 2.  | Chotto Ikashita Pure Boy (ちょっとイカした PURE BOY)                  | du 15e single Do it! Now                  | 4:07 |
| 3.  | Jun Lover (純LOVER)                                                   | du 16e single Koko ni Iruzee!             | 4:38 |
| 4.  | Hōsekibako (宝石箱)                                                   | du 17e single (...) Hyokkori Hyōtanjima   | 4:05 |
| 5.  | Never Forget (Rock Ver.)                                              | du 18e single As For One Day              | 4:18 |
| 6.  | Namida ni wa Shitakunai (涙にはしたくない)                            | du 19e single Shabondama                  | 4:06 |
| 7.  | Koi ING (恋ＩＮＧ)                                                    | du 20e single Go Girl ~Koi no Victory~    | 5:24 |
| 8.  | Dekiru Onna (出来る女)                                                | du 21e single Ai Araba It's All Right     | 3:14 |
| 9.  | Fine Emotion! (ファインエモーション！)                                | du 22e single Roman ~My Dear Boy~         | 3:46 |
| 10. | Ganbare Nippon Soccer Fight! (がんばれ 日本サッカー ファイト！)       | du 23e single Joshi Kashimashi Monogatari | 4:04 |
| 11. | Nebō desu. Date na no ni... (寝坊です。デートなのに…)                 | du 24e single Namida ga Tomaranai Hōkago  | 4:48 |
| 12. | Love & Peace! Hero ga Yattekita. (ラヴ&ピィ～ス!HEROがやって来たっ。) | du 25e single The Manpower!!!             | 3:39 |
| 13. | Nature is Good (NATURE IS GOOD!)                                      | du 26e single Osaka Koi no Uta            | 3:09 |
| 14. | Ai to Taiyō ni Tsutsumarete (愛と太陽に包まれて)                      | du 27e single Iroppoi Jirettai            | 5:02 |

| 1.  | Koi wa Hassō Do The Hustle! (恋は発想 Do The Hustle!)                    | du 28e single Chokkan 2 (...)                    | 4:15 |
| 2.  | Chance Chance Boogie (チャンス チャンス ブギ)                            | du 29e single Sexy Boy (...)                     | 2:51 |
| 3.  | Watashi ga Tsuiteru. (わたしがついてる。)                                | du 30e single Ambitious! Yashinteki de Ii Jan    | 4:00 |
| 4.  | Odore! Morning Curry (踊れ！モーニングカレー)                            | du 31e single Aruiteru                           | 3:49 |
| 5.  | Sayonara no Kawari ni (サヨナラのかわりに)                               | du 32e single Egao YES Nude                      | 4:40 |
| 6.  | Hand Made City (Hand made CITY)                                          | du 33e single Kanashimi Twilight                 | 4:46 |
| 7.  | Please! Jiyū no Tobira (Please!自由の扉)                                 | du 34e single Onna ni Sachi Are                  | 4:07 |
| 8.  | Bon Kyu! Bon Kyu! Bomb Girl (ボン キュッ！ボン キュッ！BOMB GIRL)        | du 35e single Mikan                              | 3:16 |
| 9.  | Sono Bamen de Bibiccha Ikenai jan! (その場面でビビっちゃいけないじゃん!) | du 36e single Resonant Blue                      | 4:36 |
| 10. | Romance (ロマンス)                                                       | du 37e single Pepper Keibu                       | 3:43 |
| 11. | Yowamushi (弱虫)                                                         | du 38e single Naichau Kamo                       | 4:50 |
| 12. | 3, 2, 1 Breakin' Out (3, 2, 1 BREAKIN' OUT!)                             | du 39e single Shōganai Yume Oibito               | 4:36 |
| 13. | Aki Urara (秋麗)                                                         | du 40e single Nanchatte Renai (édition normale)  | 4:07 |
| 14. | Subete wa Ai no Chikara (すべては愛の力)                                 | du 40e single Nanchatte Renai (édition spéciale) | 3:40 |